# چنگ (فیلم)
چنگ (به انگلیسی: Chang) فیلمی به کارگردانی مریان سی. کوپر و ارنست بی. شودزاک محصول ایالات متحده آمریکا است.
این فیلم در سال ۱۹۲۹، نامزد دریافت جایزه اسکار برای «اثر هنری کم‌نظیر» بود.

## خلاصه داستان
به گفتهٔ کارگردان، این فیلم ملودرامی دربارهٔ یک مرد کشاورز، جنگل و حیوانات وحشی آن است که همواره تهدیدی برای زندگی عادی او به شمار می‌روند.